# Gemeiner Brotschimmel
Der Gemeine Brotschimmel (Rhizopus stolonifer) ist ein Schimmelpilz und wächst für gewöhnlich auf kohlenhydratreichen Nahrungsmitteln.

## Merkmale

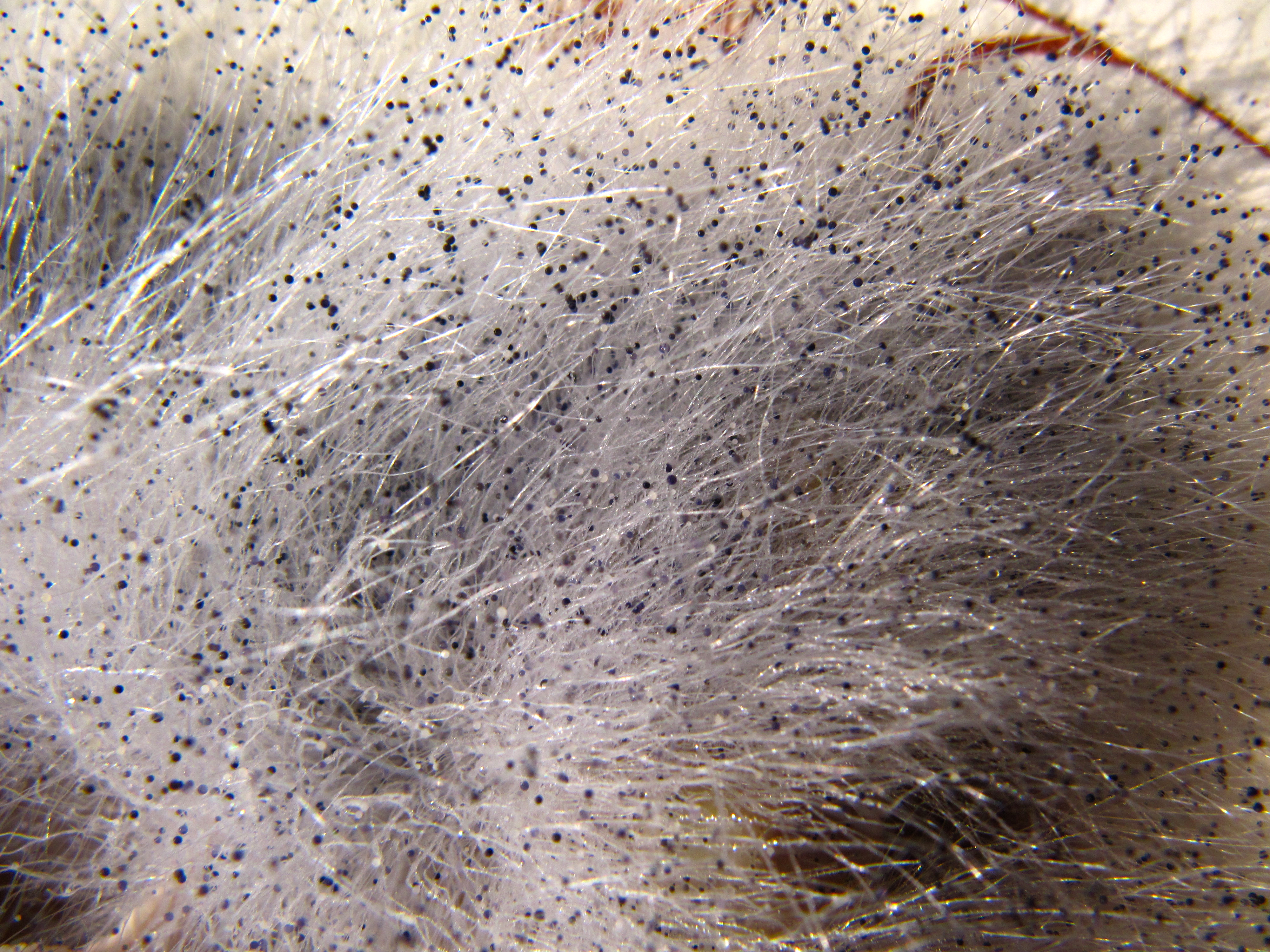
Makroaufnahme von Rhizopus stolonifer

Die haploiden Myzelien breiten sich schnell aus und nehmen Nährstoffe auf. Konservierungsstoffe wie Calciumpropionat und Natriumbenzoat können das Wachstum von Rhizopus stolonifer für einige Zeit hemmen.
Dieser Jochpilz kann sich asexuell vermehren wie auch sexuell fortpflanzen; in beiden Fällen durch Sporen. Der Schimmelpilz wächst, indem er Stolonen, spezialisierte Hyphen, durch die Oberfläche der Nahrung steckt. Dort wo die Stolonen die Oberfläche berühren, wachsen Rhizoide in die Nahrung. Diese verankern Sporangiophoren, die jeweils ein schwarzes Sporangium ausbilden.

## Verbreitung und Ökologie
Der Gemeine Brotschimmel ist weltweit verbreitet. Er besiedelt kohlenhydratreiche Substrate wie Brot, daher hat er wirtschaftliche Bedeutung als Lebensmittelverderber. Aber er besiedelt auch viele Früchte wie Papaya, Pflaume, Erdbeere, Süßkartoffel. Dementsprechend kann er die befallenen Pflanzen auch schädigen. Nur selten tritt er als Pathogen in Erscheinung.
Der Pilz erträgt eine große Schwankungsbreite an Temperatur und relativer Luftfeuchte.